# 헤일리 라인하트
헤일리 라인하트(Haley Reinhart, 1990년 9월 9일 ~ )는 미국의 싱어송라이터, 배우, 성우이다. 경연 프로그램 《아메리칸 아이돌》 시즌10에 참가해 최종 3위를 하였다.

## 음반 목록
- Listen Up! (2012)
- Better (2016)
- What's That Sound? (2017)
- Lo-Fi Soul (2019)